# NGC 1000
NGC 1000 是仙女座的一個橢圓星系，由讓·瑪里·愛德華·史提芬於1871年12月9日發現，是NGC天體表的第1,000個天體。